# Riddarhustorget
Riddarhustorget (« Place de la Maison des Chevaliers ») ) est une place de l'île de Stadsholmen dans le  quartier de Gamla stan à Stockholm en Suède.

## Présentation
Riddarhustorget est dans le prolongement de Myntgatan au sud du Riddarhuspalatset qui lui a donné son nom.
La place actuelle, en grande partie occupée par le trafic de transit vers et depuis Munkbroleden et Vasabron, et entourée de vieux palais occupés par des bureaux d'État, est un vestige de ce qui était autrefois le centre de la politique suédoise.
Le palais de la noblesse suédoise se tenant avec le canal comme toile de fond.

## Histoire
En 1641, la place fut mentionnée pour la première fois sous le nom de « Riddare huuss platzen » et en 1662 sous le nom de « Riddarehuus Torget ». Le fait que la place ait été baptisée du nom de la Maison des Chevaliers avant même que celle-ci ne soit achevée s'explique par le fait que la construction fut décidée dès les années 1630 et que les dessins de Simon de la Vallée étaient prêts à cette époque (ils furent ensuite quelque peu révisés après sa mort en 1642).
La place a été créée en lien avec la première grande implantation de la vieille ville après le grand incendie de 1625 (en), qui a détruit les parties sud-ouest du quartier.
La première rue de parade de la ville, Stora Nygatan, a été construite, s'étendant de Kornhamnstorg au sud jusqu'à Riddarhustorget au nord. Sur le côté nord de Riddarhustorget, deux parcelles ont été créées, qui ont été construites en partie avec le Riddarhuspalatset (construit entre 1661 et 1674) et le Bondeska palatset (construit entre 1662 et 1673).
C'est à Riddarhustorget que le maréchal Axel von Fersen fut assassiné par une foule en colère le 20 juin 1810, accusé d'avoir empoisonné le prince Gustave Ier Vasa.
En 1765, la  Maison des Chevaliers céda une partie de sa cour du côté sud à la Riddarhustorget pour faire place à la statue de Gustave Ier Vasa sculptée par Pierre-Hubert Larchevêque. Cela a donné à Riddarhustorget une ligne plus droite entre le palais Bonde et le Riddarholmsbron, qu'elle a encore aujourd'hui. En 1917, cependant, la statue fut déplacée un peu plus près de la Maison des Chevaliers lorsque la déviation de la circulation, où les rues réservées aux voitures étaient tracées à travers la place, signifia que la statue se retrouva au milieu d'une voie.

## Galerie

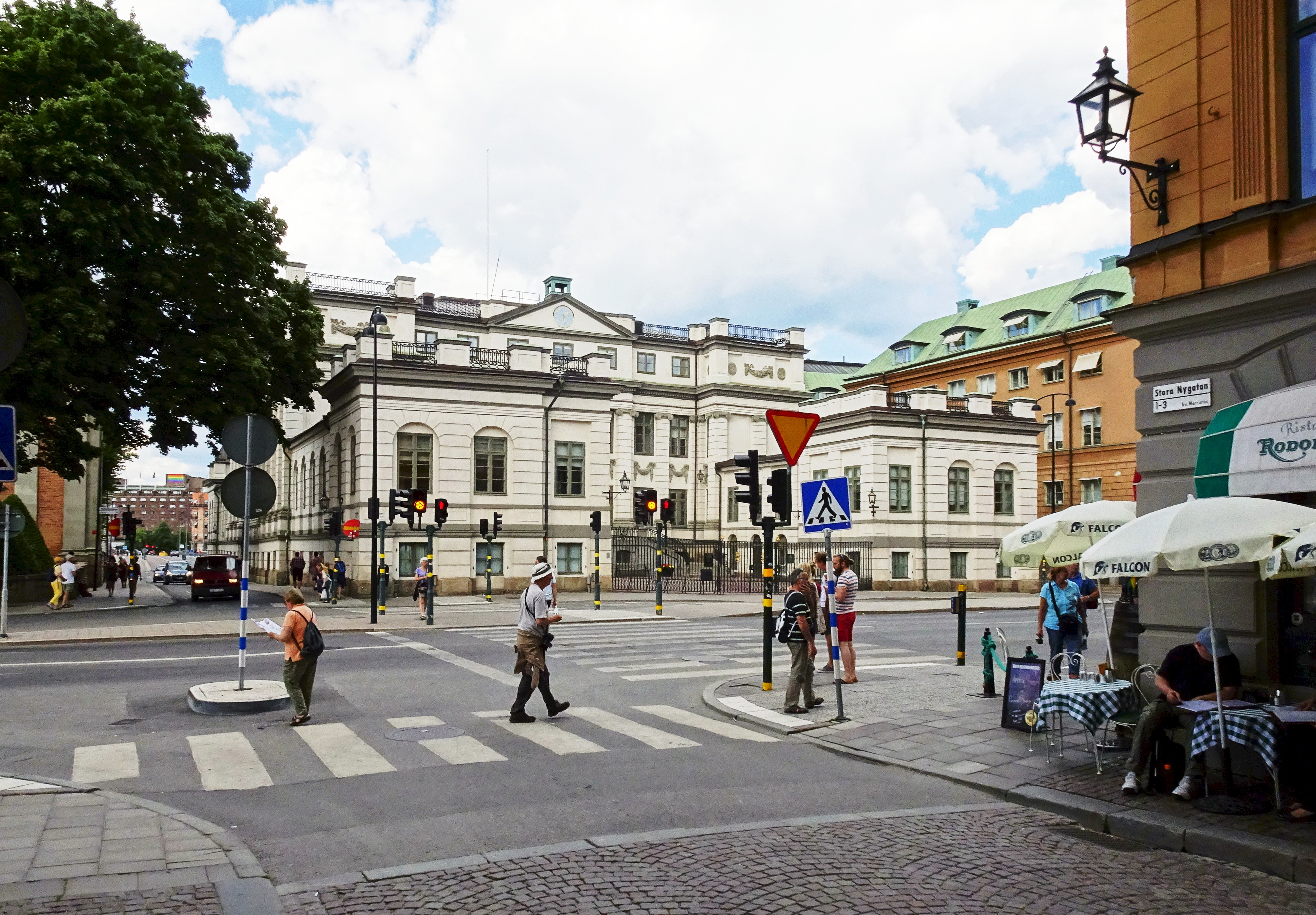
Riddarhustorget et le Palais Bonde.
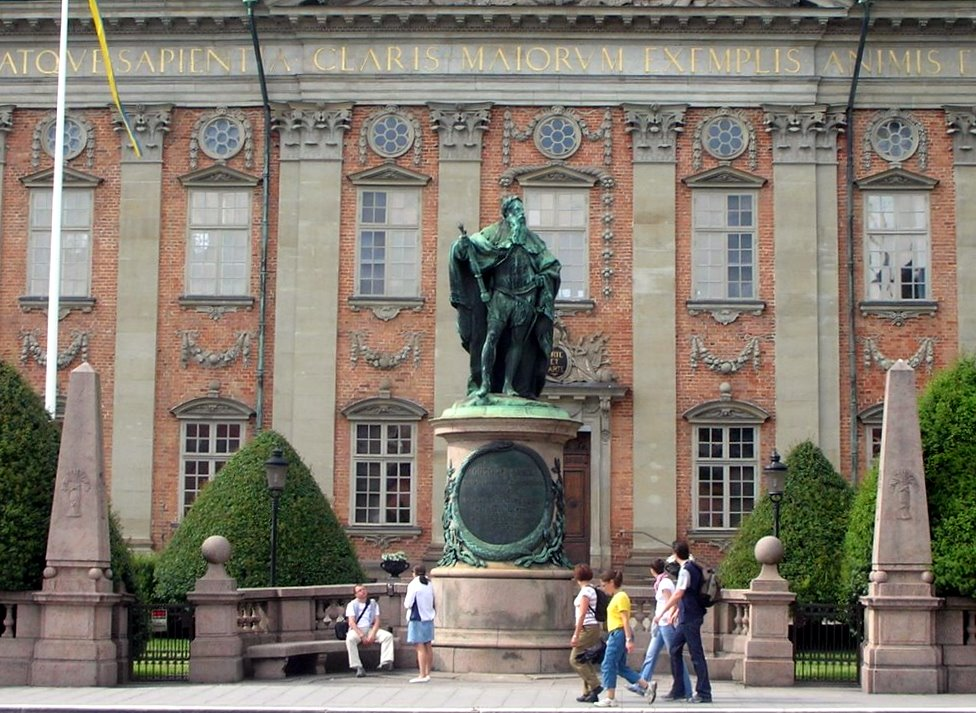
Statue de Gustave Ier Vasa.
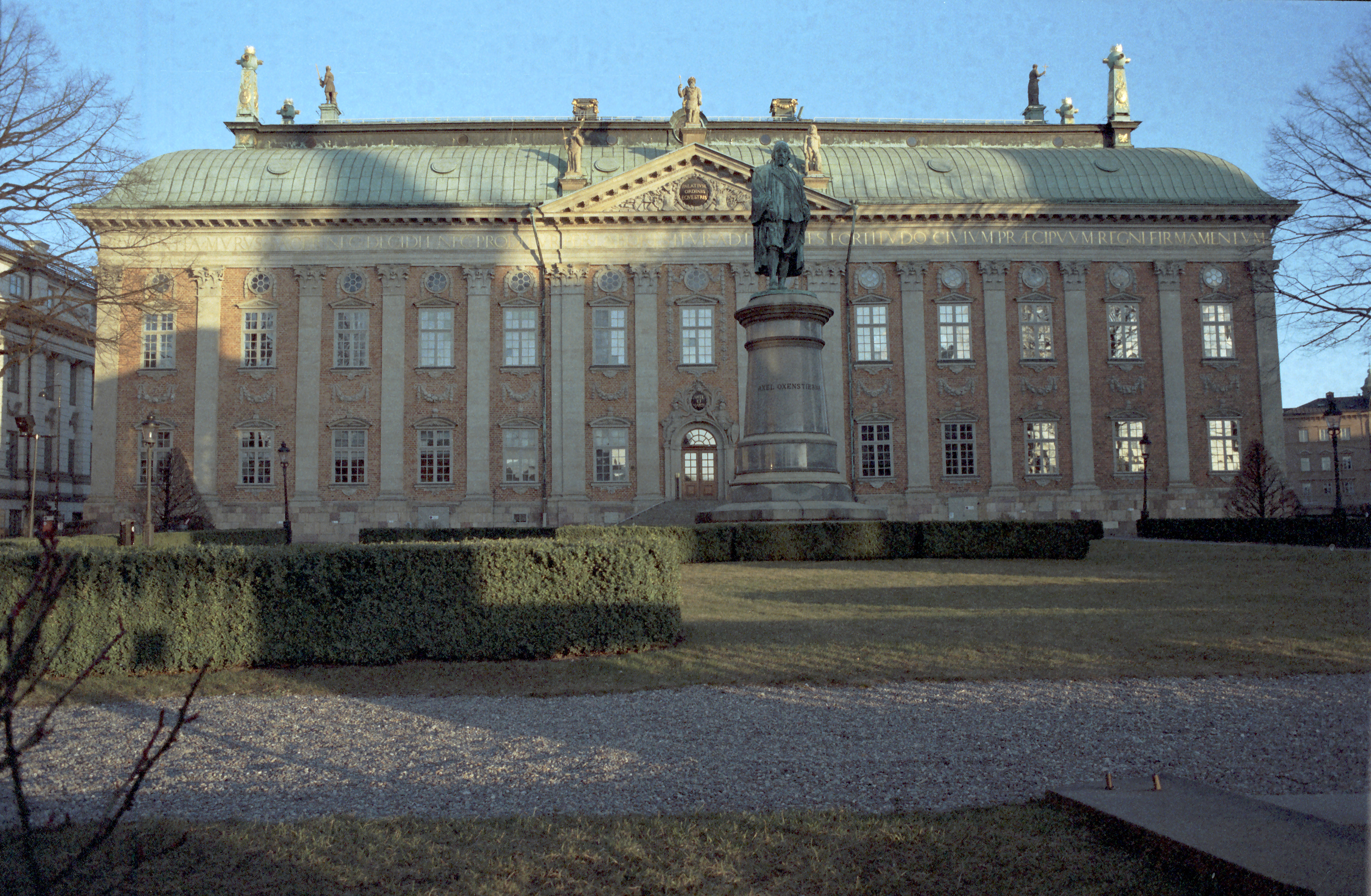
Statue d'Axel Oxenstierna.
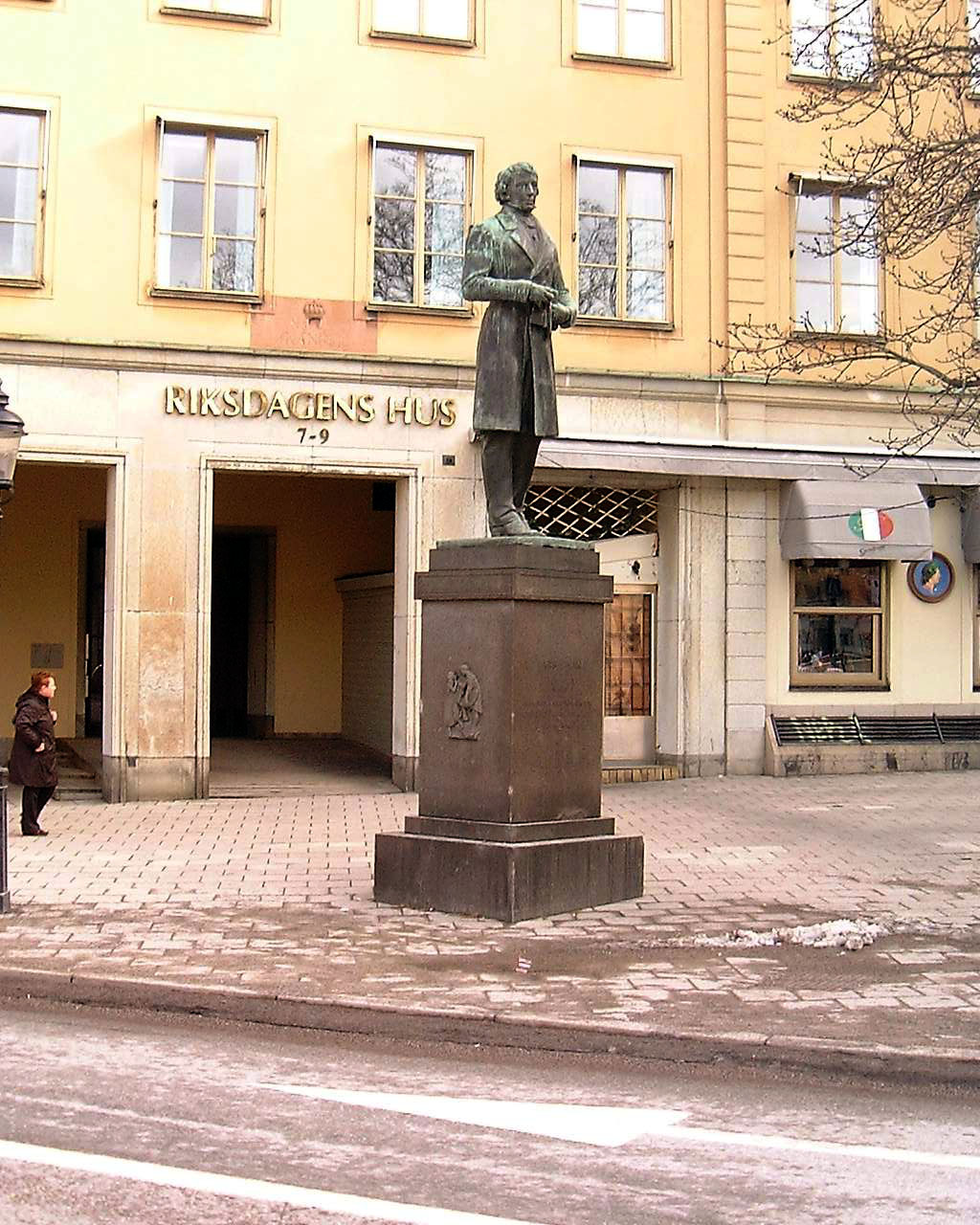
Statue de Lars Johan Hierta.